# Dalla connexa
Dalla connexa is een vlinder uit de familie van de dikkopjes (Hesperiidae). De wetenschappelijke naam van de soort is voor het eerst geldig gepubliceerd in 1923 door Max Wilhelm Karl Draudt.